# Rosiczkowate
Rosiczkowate (Droseraceae Salisb.) – rodzina roślin mięsożernych spokrewniona z kilkoma rodzinami także roślin mięsożernych, tworzących klad bazalny w obrębie rzędu goździkowców (Caryophyllales). W niektórych ujęciach klad ten wyodrębniany jest w randze rzędu rosiczkowców (Droserales), ew. dzbanecznikowców (Nepenthales). Do rodziny tej zalicza się trzy rodzaje. Do niedawna włączano tu także rodzaj rosolistnik (Drosophyllum), współcześnie wyodrębniany w osobną rodzinę (systemy APG). Rosiczkowate spotykane są na różnych obszarach na wszystkich kontynentach z wyjątkiem Antarktydy. Rośliny tu zaliczane występują na różnych siedliskach, od wodnych (aldrowanda), po obszary okresowo suche, od siedlisk nadmorskich po wysokogórskie. W większości należą tu byliny, rzadziej rośliny jednoroczne.

## Morfologia
PokrójJest zróżnicowany i związane jest to z różnicami siedliskowymi zajmowanymi przez rośliny. Rodzaj aldrowanda (Aldrovanda) to rośliny wodne o łodydze z okółkami liści, pozostałe rodzaje obejmują rośliny rozetowe.
LiściePułapkowe, przy czym u rosiczek chwytają owady dzięki lepkiej wydzielinie, podczas gdy muchołówka (Dionaea) i aldrowanda zamykają ofiary we wnętrzu liścia.
KwiatyNiewielkie, 5-krotne, zebrane w wierzchotkowate lub wiechowate kwiatostany. Okwiat jest zróżnicowany. Pręciki tworzą jeden lub więcej (do 4) okółków. Słupek utworzony jest z trzech owocolistków tworzących wolne szyjki słupka lub zrośniętą, pojedynczą szyjkę. Zalążki formują się w nasadowej części zalążni, zwykle przyściennie. Sama zalążnia ma jedną komorę lub podzielona jest przegrodami owocolistków na trzy komory.

## Systematyka
Rosiczkowate spokrewnione są z kilkoma rodzinami innych roślin owadożernych, tworzących klad bazalny w obrębie rzędu goździkowców (Caryophyllales) w ujęciu Angiosperm Phylogeny Website (2001...), systemu APG IV (2016) oraz wcześniejszych wersji tego systemu. W niektórych systemach klasyfikacyjnych ta grupa rodzin wyodrębniana jest w randze rzędu rosiczkowców (Droserales) (system Reveala z lat 1994-1999) lub dzbanecznikowców (Nepenthales) (system Reveala i Thorna z 2007). Rodziną siostrzaną dla rosiczkowatych są dzbanecznikowate (Nepenthaceae). Rodziny te rozdzieliły się według różnych badań ok. 76,8 lub 84,8 miliona lat temu. W dawniejszych systemach pewne podobieństwa powodowały łączenie rosiczkowatych z kapturnicowatymi w jednym rzędzie kapturnicowców (Sarraceniales) lub dzbanecznikowców (system Cronquista z 1981).
Pozycja systematyczna w kladzie polygonids w obrębie rzędu goździkowców według Angiosperm Phylogeny Website (aktualizowany system APG IV z 2016)
|  | Droseraceae – rosiczkowate      |
|  |                                 |
|  | Nepenthaceae – dzbanecznikowate |
|  |                                 |

|  | Drosophyllaceae – rosolistnikowate                                     |
|  |                                                                        |
|  | \| \| Ancistrocladaceae \| \| \| \| \| \| Dioncophyllaceae \| \| \| \| |
|  |                                                                        |
|  | Ancistrocladaceae                                                      |
|  |                                                                        |
|  | Dioncophyllaceae                                                       |
|  |                                                                        |

|  | Ancistrocladaceae |
|  |                   |
|  | Dioncophyllaceae  |
|  |                   |

|  | Droseraceae – rosiczkowate      |
|  |                                 |
|  | Nepenthaceae – dzbanecznikowate |
|  |                                 |

|  | Drosophyllaceae – rosolistnikowate                                     |
|  |                                                                        |
|  | \| \| Ancistrocladaceae \| \| \| \| \| \| Dioncophyllaceae \| \| \| \| |
|  |                                                                        |
|  | Ancistrocladaceae                                                      |
|  |                                                                        |
|  | Dioncophyllaceae                                                       |
|  |                                                                        |

|  | Ancistrocladaceae |
|  |                   |
|  | Dioncophyllaceae  |
|  |                   |

|  | Frankeniaceae – pomorzlinowate |
|  |                                |
|  | Tamaricaceae – tamaryszkowate  |
|  |                                |

|  | Plumbaginaceae – ołownicowate |
|  |                               |
|  | Polygonaceae – rdestowate     |
|  |                               |

|  | Frankeniaceae – pomorzlinowate |
|  |                                |
|  | Tamaricaceae – tamaryszkowate  |
|  |                                |

|  | Plumbaginaceae – ołownicowate |
|  |                               |
|  | Polygonaceae – rdestowate     |
|  |                               |

|  | Droseraceae – rosiczkowate      |
|  |                                 |
|  | Nepenthaceae – dzbanecznikowate |
|  |                                 |

|  | Drosophyllaceae – rosolistnikowate                                     |
|  |                                                                        |
|  | \| \| Ancistrocladaceae \| \| \| \| \| \| Dioncophyllaceae \| \| \| \| |
|  |                                                                        |
|  | Ancistrocladaceae                                                      |
|  |                                                                        |
|  | Dioncophyllaceae                                                       |
|  |                                                                        |

|  | Ancistrocladaceae |
|  |                   |
|  | Dioncophyllaceae  |
|  |                   |

|  | Droseraceae – rosiczkowate      |
|  |                                 |
|  | Nepenthaceae – dzbanecznikowate |
|  |                                 |

|  | Drosophyllaceae – rosolistnikowate                                     |
|  |                                                                        |
|  | \| \| Ancistrocladaceae \| \| \| \| \| \| Dioncophyllaceae \| \| \| \| |
|  |                                                                        |
|  | Ancistrocladaceae                                                      |
|  |                                                                        |
|  | Dioncophyllaceae                                                       |
|  |                                                                        |

|  | Ancistrocladaceae |
|  |                   |
|  | Dioncophyllaceae  |
|  |                   |

|  | Frankeniaceae – pomorzlinowate |
|  |                                |
|  | Tamaricaceae – tamaryszkowate  |
|  |                                |

|  | Plumbaginaceae – ołownicowate |
|  |                               |
|  | Polygonaceae – rdestowate     |
|  |                               |

|  | Frankeniaceae – pomorzlinowate |
|  |                                |
|  | Tamaricaceae – tamaryszkowate  |
|  |                                |

|  | Plumbaginaceae – ołownicowate |
|  |                               |
|  | Polygonaceae – rdestowate     |
|  |                               |

Pozycja według systemu Reveala (1994-1999)
Gromada okrytonasienne (Magnoliophyta Cronquist), podgromada Magnoliophytina Frohne & U. Jensen ex Reveal, klasa Rosopsida Batsch, podklasa ukęślowe (DilleniidaeTakht. ex Reveal & Tahkt.), nadrząd NepenthanaeTakht. ex Reveal, rząd rosiczkowce (Droserales Griseb.), rodzina rosiczkowate (Droseraceae Salisb.).
Podział rodziny na rodzaje
- aldrowanda Aldrowanda L.
- muchołówka Dionaea Sol. ex Ellis
- rosiczka Drosera L.

Współcześnie (np. system APG IV z 2016) wyłącza się zaliczany tu dawniej rodzaj rosolistnik. Pozostałe trzy rodzaje włączane do rosiczkowatych liczą 205 gatunków.